# 1869
1869. је била проста година.

## Догађаји

### Март
- 4. март — Јулисиз С. Грант је инаугурисан за 18. председника САД.

### Мај
- 17. мај — Царска јапанска војска је поразила остатке шогуната Токогуава у бици код Хакодатеа, чиме је окончан Бошин рат.

### Јун
- 29. јун — Намесници малолетног кнеза Милана Обреновића су на Великој уставотворној скупштини усвојили Намеснички устав.

### Датум непознат
Основане су информативне новине Панчевац, покренуо их је Јован Павловић.

## Рођења

### Јануар
- 10. јануар — Григориј Распућин, руски мистик
- 13. јануар — Иво Ћипико, српски књижевник (†23. септембар 1923)

### Март
- 18. март — Невил Чемберлен, британски политичар

### Август
- 11. новембар — Виктор Емануел III, италијански краљ од 1900. до 1946.

### Децембар
- 4. децембар — Слободан Јовановић, правник, историчар, књижевник, председник Српске краљевске академије и ректор Београдског универзитета

## Смрти

### Јануар
- 27. јануар — Лазар Арсенијевић, српски историчар.

### Фебруар
- 4. мај — Јован Хаџић, српски правник и књижевник.

### Октобар
- 8. октобар — Френклин Пирс, 14. председник САД.